# Коломієць Інна Антонівна
І́нна Анто́нівна Коломі́єць (рос. Инна Коломиец, нар. 1921 — пом. 2005) — українська скульпторка, заслужена художниця України (1973), членкиня Національної спілки художників України (1973).
Творчість Інни Коломієць — приклад автентичного національного мистецтва XX століття. З 50-х років вона тонко вплинула на вектор розвитку українського соцреалізму.

## Життєпис

### Навчання та вплив вчителів
В дитинстві на світогляд Інни Коломієць великий вплив мали педагоги, у яких вона вчилась — заслужені діячі мистецтв України Л. Муравіна, І. Ф. Кричевський, професори М. Гельман, К. Єлев та М. Шаронов. Тоді вона мріяла, що стане художницею, а її родина, особливо батько — Антон Семенович Коломієць, директор одного з київських заводів — пишатиметься нею.
Велике значення в житті Інни Коломієць відіграли навчання в аспірантурі Академії архітектури УРСР, спілкування з провідними архітекторами республіки — В. Заболотним, В. Єлізаровим, Е. Катоніним, Ю. Асєєвим, вивчення народної архітектури та пов'язаного з нею народного мистецтва, знайомство з народними митцями, що працювали в експериментальній майстерні Академії архітектури, — В. Федоровою, Параскою Власенко, О. Желєзняком.

### «Перша літера»
Прийшовши у мистецтво у повоєнний час, Інна Коломієць, яка дісталася «тропою війни» самого Берліна та могла б захопитись у своїй творчості темою, яку добре знала — «війна та перемога», повністю та на довгі роки присвятить себе тематиці «миру».
Перша популярність до Інни Коломієць прийшла зі статуеткою «Перша літера» (1953 рік), яка була випущена мільонними тиражами.
Статуетка була дуже популярною, стояла у серванті майже кожного радянського дому. На ній зображені молода мати та дочка, що навчається..
|                                 | «Перша буква» / Мати сидить з книгою, біля неї дівчинка, висота 230 мм — так назвала свою роботу Інна Коломієць. У цій скульптурній групі все дуже просто й разом з тим сповнено глибокого змісту – і дочка на першому плані композиції, і фігура матері: вона не просто вчить читати, вона випромінює тепло, любов. Плавні лінії силуету скульптури, лаконічність образотворчої мови, велика безпосередність і життєвість, – ось характерні риси твору. Художниця тут говорить не тільки про щастя матері, але й про одну з йнайголовніших його умов, мир. Щастя і спокій безмежні, тому що на землі тихо. |
| — Журнал «Антиквар» № 7-8, 2011 | |

### Становлення майстрині
Після закінчення художнього інституту в 1951 році Інна Коломієць брала участь майже в усіх великих художніх виставках.
Влітку 1958 року скульпторка показала свої роботи на персональній груповій виставці, в якій разом з Коломієць брали участь художниці одного з нею покоління М. Баринова і Г. Морозова. Вона виставила невеличкі, виконані в майоліці «казкові» композиції за мотивами української класичної поезії та казок: «Русалка та водяник», «Коник-горбоконик», «Лукаш і Мавка», «Жар-птиця», «Кам'яна квітка», «Довбня», «Дівчина у полі», «Материнство».
В 1950-ті в радянській скульптурі панували тенденції описовості, риси мужньо-аскетичного ідеалу, звужене розуміння реалізму як елементарної правдоподібності. На цьому фоні дуже свіжими здалися казкові твори Коломієць, у яких вона вже тоді намагалася передати своє усвідомлення індивідуальності особистості. Про ці твори писали так:
|                                                                        | Вони не вкладалися в уявлення про декоративну скульптуру. Їх внутрішній світ був такий просторий і непростий, але ще менше вони були схожі на звичайну «скульптуру малих форм», на станкові речі. Їх потужні маси, що течуть то стрімко, то плавно, то раптом круто вскипають під зеленою, срібною, червоною поливою, їх темпераментна ліпка й несподівані композиційні рішення – усе це було її, несумісне із звичаями жанру. |
| — Скульптура. Каталог. Спілка художників Української РСР. — Київ, 1968 | |

Про неї тоді писали, як про молоду художницю, але без поблажливості. У Інни Коломієць на той час уже були позаду фронти війни, художній інститут, аспірантура. Про стиль мистецтва, особливості обдарованості, які визначили весь шлях Інни Коломієць, писали так:
|                                                                        | Композиція «Гуцульська пісня» закріпила здобуту удачу. Скульптору пощастило знайти в ній те співвідношення простого і піднесеного, буденного і героїчного, що дає відчуття правди, поза яким найполум'яніша героїка здається надуманою і ходульною, а безсумнівна і така важлива у мистецтві простота обертається на банальність і нудоту. В «Гуцульській пісні» Інна Коломієць відкриває і досліджує джерела героїчного: вони у тому, як просто і свято вірять її герої один в одного, у свій прийдешній день, в свою землю, у тому, як непохитно стоять вони на землі, ніби вростаючи в неї круглими, мов колони, ногами. Для Інни Коломієць все це не абстракція, не ілюстрація, що пояснбє загальновідоме загальнозрозумілим. Вона розповідає про те, що бачить, про те, що думає, мовою свого мистецтва, мовою об'ємів і форм — міцних, сильно акцентованих, приведених до сталого спокою, в якому відчуваєш спресований рух. |
| — Скульптура. Каталог. Спілка художників Української РСР. — Київ, 1968 | |

Володимир Цельтнер у персональному каталозі 1968 року дав таку характеристику творчому генію Інни Коломієць:
|                                                                        | Інна Коломієць закохана в наш час — вона, як кажуть художники, «відчуває сучасність». ЇЇ захоплюють і радують не тільки обличчя, вона з задоволенням вводить у свої композиції предмети сьогоднішнього побуту, стверджуючи, що молочні бідони, електричні доїльники й залузні маски електрозварювальників можуть стати темою для справжньої скульптури. Вона досліджує пластику брезентових курток і ватників, білих халатів і чоботів-«кірзачів», відкриває їх приховану красу. |
| — Скульптура. Каталог. Спілка художників Української РСР. — Київ, 1968 | |

### Творча зрілість
На честь 300-річчя возз'єднання України з Росією групою художників і архітекторів під керівництвом академіка В. Заболотного, до складу якої входила Інна Коломієць, для Києва був виконаний конкурсний проєкт тріумфальної арки. За що група одержала першу премію.
Інна Коломієць гостро і по-своєму бачила нові країни, міста, типи людей. Серія робіт після подорожей до Франції, Італії, Іспанії, Японії, Єгипту демонструвала вирішення нових пластичних завдань, що їх майстриня ставила перед собою.
І французька «Продавчиня квітів» (1959), і «Єгиптянка» (1962), і «Стара гейша» (1966), і «На іспанських сходах» наділяють жінку роллю медіума між світом образу і свідомістю глядача, при цьому весь діапазон найтонших проявів життя втілюється у пластиці жіночого тіла. Мистецтво Інни Коломієць то жартівливе (весела іронія «Енеїди»), то безмежно драматичне (цикл робіт «Чорнобиль», «Річки»), то філософське (пам'ятник композиторам Максиму Березовському та Дмитру Бортнянському у Глухові).
З початку 70-х через заборону від органів КДБ Інна Коломієць стала «невиїзною», але продовжила чимало подорожувати територією СРСР.
Одружена (Хусід Г. Я.).

## Участь у виставках
- 1951 — Переможниця конкурсу на створення скульптурної композиції для кінотеатру «Київ» (Київ)
- 1957 — Республіканська художня виставка, присвячена 40-річчю Жовтня (Київ)
- 1957 — Всесоюзна художня виставка, присвячена 40-річчю Жовтня (Москва)
- 1958 — Групова виставка скульпторів разом з М. Бариновою, Г. Морозовою (Київ)
- 1958 — Республіканська художня виставка, присвячена 40-річчю ВЛКСМ (Київ)
- 1960 — Республіканська художня виставка, присвячена декаді української літератури і мистецтва в Москві
- 1961 — Республіканська художня виставка, присвячена 200-річчю І. П. Котляревського (Київ)
- 1964 — Республіканська художня виставка, присвячена 150-річчю з дня народження Т. Г. Шевченка (Київ)
- 1964 — Художня виставка, присвячена мистецтву УРСР, БРСР, МРСР (Москва)
- 1965 — Республіканська художня виставка «На варті миру» до 20-річчя Перемоги радянського народу у ВВВ (Київ)
- 1965 — Всесоюзна художня виставка «На варті миру» до 20-річчя Перемоги радянського народу у ВВВ (Москва)
- 1965 — Міжнародна виставка у Монголії (Улан-Батор)
- 1967 — Республіканська художня виставка, присвячена 50-річчю Великої Жовтневої соціалістичної революції (Київ)
- 1967 — Всесоюзна художня виставка, присвячена 50-річчю Великої Жовтневої соціалістичної революції (Москва)
- 1968 — Персональна художня виставка (Київ, Луцьк, Рига, Ленінград, Львів)
- 1970 — Республіканська художня виставка, присвячена 100-річчю з дня народження В. І. Леніна (Київ)
- 1970 — Всесоюзна художня виставка, присвячена 100-річчю з дня народження В. І. Леніна (Москва)
- 1970 — Міжнародна виставка «Радянське медальєрне мистецтво» (Варшава, Берлін, Будапешт)
- 1970 — Художня виставка митців Києва у місті побратимі Кракові
- 1971 — Республіканська художня виставка, присвячена XXIV з'їзду компартії України (Київ)
- 1971 — Республіканська художня виставка «Фізкультура і спорт в образотворчому мистецтві» (Київ)
- 1971 — ІІІ Всесоюзна художня виставка «Фізична культура і спорт в образотворчому мистецтві» (Москва)
- 1972 — Республіканська художня виставка «Квітуча радянська Україна» (Київ)
- 1972 — Всесоюзна художня виставка «СРСР — наша батьківщина» до 50-річчя утворення СРСР (Москва)
- 1972 — Художня виставка мистецтва УРСР, БРСР, МРСР (Москва)
- 1973 — Художня виставка, присвячена міжнародному жіночому дню 8 березня (Київ)
- 1973 — Художня виставка ветеранів ВОВ (Київ)
- 1974 — Республіканська художня виставка «Україна вільна», присвячена 30-річчю визволення Радянської України від німецько-фашистських загарбників (Київ)
- 1974 — І Республіканська медальєрна виставка (Київ)
- 1974 — ІІ Всесоюзна медальєрна виставка (Москва)
- 1974 — Всесоюзна виставка «Квіти і скульптура» (Москва)
- 1974 — пам'ятник письменнику А.Тесленко в Лохвиці (граніт)
- 1974 — Пам'ятник художнику І. Падальці в Жорноклевах (бронза, граніт)
- 1975 — Пам'ятник бджоляру Прокоповичу у Батурині (бронза)
- 1975 — Республіканська художня виставка «30 років Великої Перемоги» (Київ)
- 1976 — Республіканська художня виставка «Слава праці» (Київ)
- 1976 — Всесоюзна художня виставка, присвячена міжнародному дню жінок (Тбілісі)
- 1977 — Республіканська художня виставка «Ленінським шляхом» (Київ)
- 1977 — Пам'ятник на честь героїчного опору населення німецько-фашистським загарбникам в Корюківці (бронза, граніт)
- 1978 — Республіканська художня виставка «60 років ВЛКСМ» (Київ)
- 1978 — Всесоюзна художня виставка «60 років ВЛКСМ» (Москва)
- 1978 — Пам'ятник на могилі кобзаря Остапа Вересая у Сокирницях (бронза)
- 1979 — Художня виставка «Навіки разом», присвячена 325-річчю возз'єднання України з Росією (Москва)
- 1979 — Республіканська художня виставка «Художники — дітям» (Київ)
- 1980 — Республіканська художня виставка, присвячена 110-м роковинам з дня народження В. І. Леніна (Київ)
- 1995 — пам'ятник композиторам Максиму Березовському та Дмитру Бортнянському у Глухові (бронза, граніт)
- 2000 — Персональна виставка у Виставковому залі «Митець» (Київ)
- 2003 — Персональна виставка в галереї «Гончари» (Київ)
- 2006 — Персональна виставка в музеї Гончара[7]
- 2007 — Персональна виставка в Чехії
- 2010 — Персональна виставка в галереї Pit-art (Київ)
- 2012 — Приватна експозиція повної колекції робіт Інни Коломієць ONLY1LIFE (Київ)[8]

Роботи Інни Коломієць знаходяться в Музеї сучасного мистецтва України, українських художніх та краєзнавчих музеях, а також у приватних українських та європейських колеціях.

## Обрані роботи

«Пам'ятник М. Березовському», Глухів, бронза 1995
«Пам'ятник Дмитру Бортнянському», Глухів, бронза 1995«Пам'ятник Дмитру Бортнянському», Глухів, бронза 1995
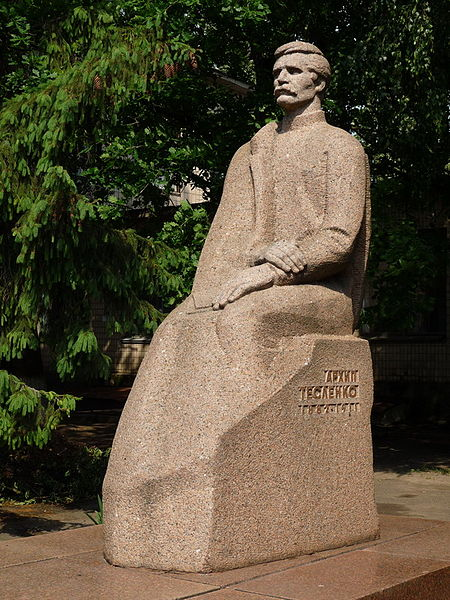
«Пам'ятник Архипу Тесленку», Лохвиця, граніт, 1974
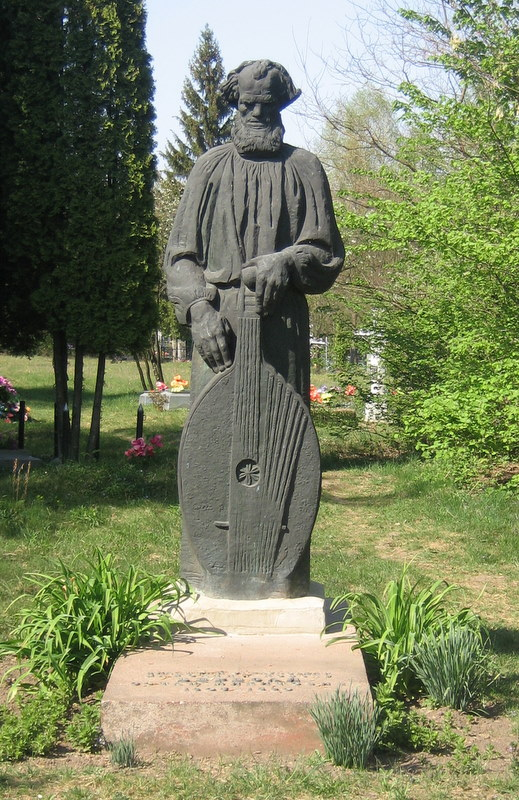
Могила Остапа Вересая, бронза 1978
«Монумент Слави» Житомир, 1979
«Пам'ятник Миколі Попудренку» Чернігів, 1982